# The Cardinall's Musick
The Cardinall's Musick est un ensemble vocal spécialisé dans la musique des XVIe et XVIIe siècles et de musique contemporaine, basé au Royaume-Uni.
Tirant son nom du cardinal anglais du 16e siècle, Thomas Wolsey, la réputation du groupe s'est agrandi grâce à sa vaste étude de la musique de la renaissance anglaise. À l'origine l'ensemble vocal a cappella, The Cardinall's Musick est fondé en 1989. Il embrasse un large éventail de styles et d'époques : d'une reconstruction complète d'une messe Tudor à Hampton court, à la première mondiale d'une commande aux compositeurs Michael Finnissy, Matthieu Martin, Judith Weir et Simon Whalley. Leur répertoire s'est élargi pour inclure de la musique provenant de nombreux pays.
Fondée par le chercheur et musicologue David Skinner et le chanteur et chef de chœur Andrew Carwood.
The Cardinall’s Musick a produit plus de 25 disques pour le label ASV/Gaudeamus et sont maintenant des artistes exclusifs pour Hyperion Records. La discographie de l'ensemble comprend des compositions de Nicolas Ludford, William Cornysh, Robert Fayrfax, John Merbecke, John Sheppard, Thomas Tallis et plus récemment, de Robert Parsons et les plus grands musiciens du continent : Lassus, Palestrina, Victoria et Hieronymus Praetorius. En 2010, ils terminent leur étude de la musique d'église latine du compositeur anglais, William Byrd : le treizième et dernier volume est sorti chez Hyperion en février 2010 et a remporté le Gramophone Award pour la catégorie musique ancienne et déclaré « Enregistrement de l'Année ».

## Discographie (sélection)
- Thomas Tallis, Spem in alium et autres pièces sacrée - dir. Andrew Carwood (Hyperion Records,  CDA68156, 2016)
- Thomas Tallis, Lamentations et autres pièces sacrées - dir. Andrew Carwood (Hyperion Records,  CDA68121, 2016)
- Thomas Tallis, Ave, filia Dei patris et autres pièces sacrées - dir. Andrew Carwood (Hyperion Records,  CDA68095, 2015)
- Thomas Tallis, Ave, rosa sine spinis et autres pièces sacrées - dir. Andrew Carwood (Hyperion Records,  CDA68076, 2015)
- Gregorio Allegri, Miserere et musique de Rome - dir. Andrew Carwood (Hyperion Records,  CDA67860, 2011)
- William Byrd, Infelix ego et d'autres pièces sacrées - dir. Andrew Carwood (Hyperion Records,  CDA67779, 2010)
- Francisco Guerrero, Missa Congratulamini mihi et autres œuvres - dir. Andrew Carwood (Hyperion Records,  CDA67836, 2010)
- William Byrd, Laudibus de sanctis et autres pièces sacrées - dir. Andrew Carwood (Hyperion Records,  CDA67568, 2006)
- Thomas Tallis, Gaude gloriosa et autres pièces de musique sacrée - dir. Andrew Carwood (Hyperion Records,  CDA67548, 2005)